# Conseil national des astronomes et physiciens
Le Conseil national des astronomes et physiciens, abrégé par le sigle CNAP, est une instance consultative et décisionnaire française chargée en particulier du recrutement et de la gestion de la carrière des personnels appartenant aux corps des astronomes et physiciens, et à celui des astronomes adjoints et physiciens adjoints. Ces 321 personnels, qui relèvent du ministère de l'éducation nationale, sont affectés dans les observatoires des sciences de l'univers (OSU), l'observatoire de Paris, l'institut de physique du globe de Paris (IPGP) et l'observatoire de la Côte d'Azur (OCA).
Le Conseil national des astronomes et physiciens est scindé en trois sections : astronomie (AA), terre interne (TI) et surfaces continentales océan atmosphère (SCOA).

## Histoire du CNAP
Le CNAP remplace le Conseil des observatoires astronomiques et des instituts et observatoires de physique du globe, qui avait été institué par le décret du 23 mai 1977. Ce conseil fusionnait deux instances antérieures : le Conseil des instituts et observatoires de physique du globe, créé par décret le 5 novembre 1925, et le Conseil des observatoires astronomiques, créé par décret le 15 février 1907 (modifié le 4 septembre 1926). Pour organiser les observatoires de l'État, le décret du 25 novembre 1872 installait une commission qui peut être considérée comme l'ancêtre du CNAP.
Jusqu'en 2002, le CNAP n'était composé que de deux sections (astronomie et terre interne).

## Régime actuel

### Textes
Le CNAP est régi par le décret no 86-433 du 12 mars 1986 dont la dernière modification date du 15 juin 2002.

### Organisation et fonctionnement
Les sections sont composées de membres dont trois quarts sont élus et un quart est nommé par arrêté du ministre chargé de l'enseignement supérieur après consultation du comité scientifique de l'Institut national des sciences de l'Univers du CNRS. Les membres se répartissent en deux collèges comportant un nombre égal de représentants : astronomes, physiciens et personnels assimilés (professeurs d'université, directeurs de recherche) d'une part, astronomes-adjoints, physiciens-adjoints et personnels assimilés (maîtres de conférences, chargés de recherche) de l'autre.
Les sections TI et SCOA sont constituées de 8 membres, tandis qu'AA en comporte 16.
Chaque section désigne un président et deux assesseurs (un par collège).

### Sessions et rôles
La session d'automne est généralement consacrée aux promotions (changement de classes), au suivi des carrières (évaluation tous les cinq ans, en phase avec les établissements de rattachement), à la gestion des cas individuels (titularisations, mises à disposition, missions de longue durée, détachements, mutations, etc.).
Pour les établissements qui le souhaitent, les sections organisent le classement des dossiers pour l'attribution de la prime d'encadrement doctoral et de recherche (PEDR).
Chaque section organise le recrutement aux deux niveaux d'entrée dans les corps qu'il gère. Les sections sont jury d'admission.

## Spécificité
Les corps gérés par le CNAP ont des missions sensiblement différentes des autres catégories d'enseignants-chercheurs. En particulier, le décret no 86-433 du 12 mars 1986 stipule que les personnels sont chargés de 
l'organisation et réalisation de tâches scientifiques d'intérêt général d'observation ou d'accompagnement de la recherche en astronomie et sciences de la planète ayant un caractère national ou international et labellisées par l'Institut national de sciences de l'univers du Centre national de la recherche scientifique.
Le CNAP tient compte de cette mission dans ses avis concernant les promotions et le suivi de carrière des personnels.